# Загаи (археологический памятник)
Загаи (укр. Загаї) — украинский археологический памятник, многослойное поселение. Расположен на берегу озера Несвич, в Луцком районе Волынской области, вблизи села Загаи.

## Общее описание
Насчитывает несколько культурных наслоений:
- Пшеворская культура (I в. до н. э.—I в. н. э.);
- Зубрицкая культура I—II вв.;
- Вельбарская культура (III—IV вв.);
- Киевская Русь (X—XIII вв.

Исследованы 3600 м² поселения. Открыты остатки нескольких десятков зданий различных периодов, собрана уникальная коллекция археологического материала древних славян и германцев-готов. Обнаружено несколько хозяйственных зданий со специфической славяно-германской, несколько латенизованной домашней посудой пшеворской культуры.
Первоначально на территории памятника обитали славяне-венеды, затем их место заняла община готов вельбарской культуры, имела отличную от венедской социальную структуру. Семьи жили отдельными дворами (усадьбами). Возле жилища расположены хозяйственные сооружения, ямы-погреба. Все эти здания ограждены плетнем. Прослежено четыре таких комплекса с расстоянием между ними в 20-30 метров.
Значительный интерес вызывает древнее славянское святилище закрытого типа с каменным идолом и вотивными предметами, которое датируется I в. н. э. Святилище расположено в центре поселения зубрицкой культуры. По форме оно напоминает туловище человека и углублено в материк на 0,3 м. Яма заполнена углём. По сторонам жертвенника размещались три столбовые ямы. Напротив жертвенника, в нише ямы (диаметром 1,2 м) лежало высеченное из камня-песчаника антропоморфное изображение старика с густыми бровями и длинной бородой. Схематично высечено голову, выделено плечи. Возле жертвенника найдены две человеческие нижние челюсти (одна мужская, в возрасте до 35 лет, а вторая женская — до 25 лет). С другой стороны жертвенника найдено глиняную фигурку женщины с отбитыми ногами и головой. На полу лежали обломки керамики и кости животных. Вероятно, что это святилище связано с культом предков.